# Oratorio di San Raffaello
L'oratorio di San Raffaello è un luogo di culto cattolico che si trova a Firenze in via Luigi Casamorata.
Fu fatto costruire nel 1824, quando la villa  a cui è annesso, Villa Le Macine, divenne proprietà del Casamorata. L'oratorio fu dedicato alla Santissima Croce e in esso il Casamorata fece scavare il sepolcreto, arricchendolo di arredi e paramenti sacri, di un organo e di una sagrestia. Il proprietario volle che fossero i Padri Cappuccini a celebrarvi la Messa festiva; fino a otto Messe nella ricorrenza di San Raffaele Arcangelo e ai primi di novembre, nei giorni dedicati ai defunti.
Questo oratorio fu ripristinato dopo il 1928 dal nuovo proprietario, Candido Vanni di Poggibonsi, che lo aveva acquistato insieme alla villa dalla figlia del precedente proprietario, l'attore livornese Ernesto Rossi.